# 1797 Schaumasse
1797 Schaumasse (mednarodno ime je tudi 1797 Schaumesse) je asteroid tipa S (po SMASS) v glavnem asteroidnem pasu. 

## Odkritje
Asteroid je odkril francoski astronom André Patry (1902–1960) 15. novembra 1936 v Nici.. Poimenovan je po francoskem astronomu Alexandru Schaumasseju (1882–1958).

## Značilnosti
Asteroid Schaumasse obkroži Sonce v 3,34 letih. Njegova tirnica ima izsrednost 0,025, nagnjena pa je za 3,142° proti ekliptiki. O asteroidu je zelo malo znanega.